# Ензоотія
Ензоо́тія (грец. ἐν- — «у», «на»; ζῷον — «тварина») — спалах інфекційного або інвазивного захворювання тварин, прив'язана до певної місцевості, приточені трансмісивні хвороби, пов'язані з природними умовами, а також хвороби (н-д, сальмонельози), викликані незадовільними умовами тримання та годування тварин.
У зв'язку з цим розрізняють справжню Е., яку зумовлюють природні умови (ареал проживання тварин-джерел збудника інфекції, наявність специфічних переносників, можливість його збереження поза організмом тварини, недостатність мікроелементів у ґрунті) та статистичну, яка пов'язують з господарською діяльністю людини та ветеринарним обслуговуванням тварин. Перша характеризує хвороби, які реєструють неповсюдно (н-д, природно-вогнищеві хвороби), друга — хвороби, поширені повсюди.